# Handwerksmuseum Suhlendorf

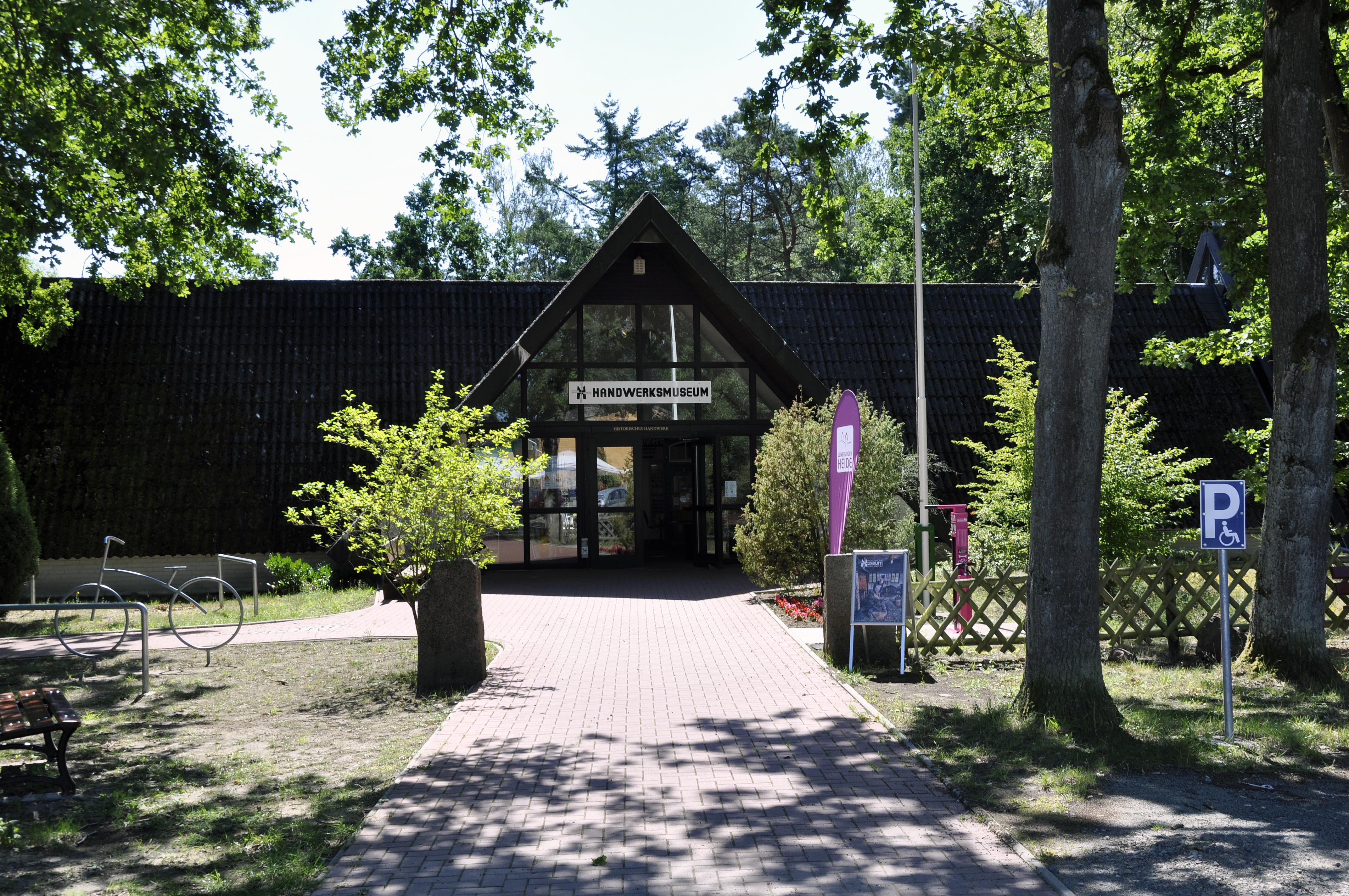
Handwerksmuseum Suhlendorf

Das Handwerksmuseum Suhlendorf ist ein Museum  in Suhlendorf in Niedersachsen. Als Handwerksmuseum zeigt es die Entwicklung und Vielfältigkeit des Handwerks im Raum der Lüneburger Heide.

## Geschichte
Vorläufer des heutigen Handwerksmuseums war das von Horst Wrobel im Jahr 1974 gegründete Internationale Mühlenmuseum. Aus dieser Zeit stammt die Bockwindmühle Auguste auf dem Freigelände, die zu den Glanzlichtern des Museums gehört. Die Mühle hatte bis 1973 in Alvesse bei Braunschweig gestanden und wurde auf Initiative von Wrobel in Suhlendorf neu errichtet. Um das Mühlenmuseum erweitern zu können, gründete Wrobel das Internationale Mühlenmuseum in Gifhorn, das 1980 eröffnet wurde. Das Museum in Suhlendorf wird seit 1996 als Handwerksmuseum geführt.

## Beschreibung
Das Museumsgelände befindet sich auf dem Mühlenberg des Ortes in einer Endmoränenlandschaft, die auch der Naherholung dient.
Das barrierefreie Handwerksmuseum präsentiert in zehn Gebäuden des Freilichtgeländes die verschiedenen Werk- und Arbeitsstätten von 26 Handwerksberufen aus der Zeit der ersten Hälfte des 20. Jahrhunderts. Seit 2008 wird das Handwerksmuseum Suhlendorf ehrenamtlich von Bürgerinnen und Bürgern unter dem Dach des Museumsvereins Suhlendorf e. V. geführt.

### Sammlungen
Das Handwerksmuseum Suhlendorf beherbergt verschiedene Sammlungen, wie zum Beispiel eine Tierarztpraxis, eine Uhrmacherwerkstatt und eine umfangreiche Radiosammlung von Gerhard Pommerien, die als Dauerausstellung präsentiert wird. Auch eine Privatsammlung von 450 Mokka-Tassen beherbergt das Museum, die dem Verein als Dauerleihgabe zur Verfügung gestellt wurde.

### Ausstellungen und Veranstaltungen
Das Handwerksmuseum Suhlendorf bietet wechselnde Ausstellungen und Veranstaltungen an, zu denen auch regelmäßig Backtage gehören. Speziell für Schulklassen bietet der Museumsverein zahlreiche Aktionen an, zu denen auch das Programm „Vom Korn zum Brot“ gehört.